# موس هارت
موس هارت (بالإنجليزية: Moss Hart)‏ هو كاتب وكاتب سيناريو وكاتب مسرحي ومخرج أمريكي، ولد في 24 أكتوبر 1904 في نيويورك في الولايات المتحدة، وتوفي في 20 ديسمبر 1961 في بالم سبرينغس في الولايات المتحدة بسبب نوبة قلبية.

## وصلات خارجية
- موس هارت على موقع IMDb (الإنجليزية)
- موس هارت على موقع الموسوعة البريطانية (الإنجليزية)
- موس هارت على موقع قاعدة بيانات برودواي على الإنترنت (الإنجليزية)
- موس هارت على موقع إن إن دي بي (الإنجليزية)
- موس هارت على موقع ديسكوغز (الإنجليزية)
- موس هارت على موقع قاعدة بيانات الفيلم (الإنجليزية)